# Янжул-Михайловский, Иван
Иван Янжул-Михайловский (ум. 1806) — аптекарь, врач, переводчик с немецкого языка книги по фармацевтике.
Ему принадлежат переводы следующих сочинений:
- Христиан Фридрих Бухгольц Способ распознавать лекарства как простые, так и сложные по их признакам, цельности, доброте и открывать в них многоразличные подделки, — СПб., 1802 г.
- Сигизмунд Фридрих Гермбстет Первоначальные основания аптекарского искусства, или Руководство для начинающих учиться фармации, — М., 1812 г.[4].

Последняя переведённая им книга вышла в 1803 году. Умер в 1806 году.